# IC 3363
IC 3363 ist eine elliptische Zwerggalaxie vom Hubble-Typ dE7 im Sternbild Jungfrau  nördlich der Ekliptik. Sie ist schätzungsweise 36 Millionen Lichtjahre von der Milchstraße entfernt und hat einen Durchmesser von etwa 15.000 Lichtjahren. Unter der Katalognummer VVC 965 wird sie als Teil des Virgo-Galaxienhaufens gelistet.

Im selben Himmelsareal befinden sich u. a. die Galaxien NGC 4407, NGC 4413, NGC 4425, IC 3349.
Das Objekt wurde am 10. Mai 1904 von Royal Harwood Frost entdeckt.